# Ursula Grobler
Ursula Grobler (* 6. Februar 1980 in Pretoria) ist eine südafrikanische Leichtgewichts-Ruderin. Zusammen mit Kirsten McCann gewann sie 2015 als erste Ruderin eine Medaille bei Ruder-Weltmeisterschaften für Südafrika.

## Sportliche Karriere
Als Jugendliche war Ursula Grobler als Leichtathletin und Triathletin aktiv. 1996 gewann sie eine Bronzemedaille mit der Junioren-Triathlon-Mannschaft bei den All Africa Games. Sie schloss 2002 ihr Studium an der Universität Pretoria ab und zog dann als Grafik-Designerin nach Seattle in den Vereinigten Staaten. Dort begann sie 2003 bei der Green Lake Crew mit dem Rudersport. Ihre erste Teilnahme am Ruder-Weltcup fand 2009 in Banyoles statt, als sie zusammen mit Teresa Mas de Xaxars Rivero im spanischen Leichtgewichts-Doppelzweier den zweiten Platz belegte.
Von 2010 bis 2012 gehörte Ursula Grobler der US-Nationalmannschaft an. Bei den Weltmeisterschaften 2010 gewann sie zusammen mit Victoria Burke, Kristin Hedstrom und Abelyn Broughton die Silbermedaille im Leichtgewichts-Doppelvierer. Bei den Weltmeisterschaften 2011 und 2012 belegte sie jeweils den vierten Platz im Leichtgewichts-Einer.
Seit 2013 rudert Ursula Grobler international für Südafrika, bei den Weltmeisterschaften 2013 belegte sie im Leichtgewichts-Einer den fünften Platz. 2014 rückte Ursula Grobler zu Kerstin McCann in den Leichtgewichts-Doppelzweier, die beiden Südafrikanerinnen belegten den vierten Platz bei den Weltmeisterschaften in Amsterdam. Nach einem zweiten Platz beim Weltcup in Luzern erhielten Kirsten McCann und Ursula Grobler die Bronzemedaille bei den Weltmeisterschaften 2015 auf dem Lac d’Aiguebelette hinter den Neuseeländerinnen Sophie MacKenzie und Julia Edward sowie den Britinnen Charlotte Taylor und Katherine Copeland. Im Jahr darauf erreichten Grobler und McCann den fünften Platz bei den Olympischen Spielen 2016.